# Gmina Washington (hrabstwo Black Hawk)
Gmina Washington (ang. Washington Township) – gmina w USA, w stanie Iowa, w hrabstwie Black Hawk. Według danych z 2020 roku gmina miała 676 mieszkańców. Znajduje się tu zabytkowa okrągła stodoła.